# Qiu Ju, una mujer china
Qiu Ju, una mujer china (pinyin, Qiū Jú Dǎ Guānsi; literalmente, ‘Qiu Ju va a la corte’) es una película dramática china de 1992 dirigida por Zhang Yimou y protagonizada por Gong Li. El guion es una adaptación de la novela de Chen Yuanbin The Wan Family's Lawsuit.
La película relata la historia de una campesina llamada Qiu Ju que vive en una zona rural de China. Cuando el jefe de la aldea atenta contra la integridad física de su esposo, Qiu Ju, pese a estar embarazada, viaja a una ciudad cercana y luego a una gran ciudad para buscar justicia en el caso de su esposo.
El filme fue seleccionado para competir en la edición n.º 65 de los Premios de la Academia en la categoría de mejor película de habla no inglesa, pero su nominación no fue aceptada finalmente. Sin embargo fue un gran éxito en los festivales de cine internacionales, ganando incluso el León Dorado en la gala del Festival Internacional de Cine de Venecia en 1992.

## Sinopsis
Qiu Ju es una campesina que vive en un pequeño enclave agrícola con su esposo Qinglai. La mujer está en el último trimestre de su embarazo. Un día, mientras su esposo conversa con Wang Shantang, el jefe de la comunidad, se produce un altercado en el que el líder se siente insultado y golpea a Qinglai, dándole una patada severa en la ingle que lo envía directamente al hospital.
Qiu Ju va a la oficina de la policía local y se queja del maltrato recibido. El policía hace que el jefe de la aldea pague 200 yuanes a Qinglai. Este le arroja los billetes a la mujer y se niega a presentarle una disculpa. Qiu Ju luego va a la capital de la provincia acompañada por la hermana menor de su esposo, Meizi. Por suerte las dos mujeres encuentran alojamiento en un hotel barato. Ambas se reúnen con el jefe de policía del distrito y él les promete que su caso será revisado.
El nuevo veredicto de la policía del distrito es que esta vez el jefe de la aldea debe pagar 250 yuanes. Todavía se niega a pedir disculpas, por lo que Qiu Ju regresa a la gran ciudad y encuentra a un abogado que toma el caso y presenta una demanda conforme a una nueva ley.
El tribunal juzga que el caso fue resuelto correctamente por el distrito y que la multa seguirá siendo de 250 yuanes. Qiu Ju está descontenta, pero todo lo que puede hacer es presentar otra apelación a un nivel aún más alto de investigación policial. Como parte de la demanda, los funcionarios llegan al pueblo y el esposo de Qiu Ju recibe una radiografía en el hospital local.
En pleno invierno, Qiu Ju entra en labor de parto. Cuando busca ayuda, el jefe de un grupo de hombres locales lleva a Qiu Ju al hospital, donde da a luz a un bebé sano. Un mes después, toda la aldea está invitada a la fiesta del primer mes del bebé. Qiu Ju y su esposo también invitan al jefe de la aldea por su ayuda para salvar la vida de Qiu Ju. Pero él no asiste y el policía local aparece para decirle a Qiu Ju que los rayos X revelaron que su esposo tenía una costilla rota y un testículo dañado. Como resultado, el jefe de la aldea es enviado a la cárcel. Qiu Ju intenta impedir que la policía se lleve al jefe pero no lo logra.

## Reparto

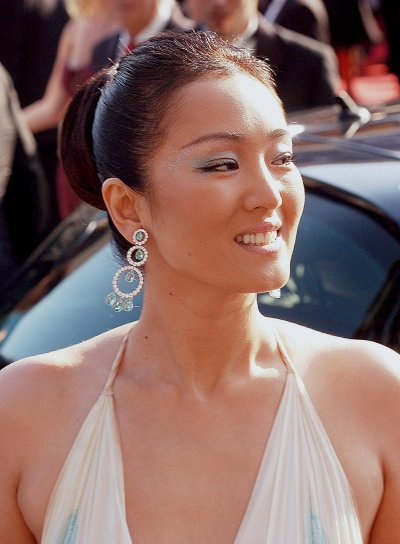
Gong Li, actriz que interpreta el papel de Qiu Ju y ganó la Copa Volpi a la Mejor Actriz en el Festival de Venecia.

- Gong Li es Qiu Ju, mujer campesina y esposa de Qinglai.
- Liu Peiqi es Wan Qinglai, granjero y esposo de Qiu Ju.
- Yang Liuchun es Meizi, hermana de Qinglai.
- Lei Kesheng es Wang Shantang, jefe del pueblo.
- Ge Zhijun es el oficial Li.

## Producción
La película está ambientada en la China de la década de 1990 y fue grabada en la provincia de Shaanxi (sitio donde el director rodaría la película The Road Home). Muchas de las escenas callejeras en las ciudades fueron filmadas con una cámara oculta, por lo que las imágenes son una especie de documental de China durante la época de Deng Xiaoping. Al respecto, el popular crítico de cine Roger Ebert afirmó: «En esta producción se obtiene más información sobre las vidas de la gente común en la China cotidiana que en cualquier otra película que haya visto».

## Recepción
Qiu Ju, una mujer china fue bien recibida por la crítica especializada. Cuenta con un índice aprobatorio del 86 % en la página Rotten Tomatoes. Deborah Young de la revista Variety se refirió a la cinta, afirmando: «Esta historia simple y repetitiva tiene una calidad fascinante, capaz de conectar a la audiencia de principio a fin». En otra reseña favorable, Derek Adams de Time Out afirmó: «La trama parece diseñada expresamente para aplacar a los burócratas que prohibieron las dos películas anteriores de Zhang en China, pero el enfoque cuasi documental (que involucra a decenas de actores no profesionales, cámaras ocultas y radios) está brillantemente diseñado».

### Premios y nominaciones
| Premios                                     | Categoría                         | Nominado/a                         | Resultado | Referencias |
| ------------------------------------------- | --------------------------------- | ---------------------------------- | --------- | ----------- |
| Festival de cine de Venecia                 | León de oro a la Mejor Película   | Zhang Yimou                        | Ganador   | [ 9 ]       |
| Festival de cine de Venecia                 | Premio OCIC - Mención honorífica  | Zhang Yimou                        | Ganador   | [ 9 ]       |
| Festival de cine de Venecia                 | Premio UNICEF                     | Zhang Yimou                        | Ganador   | [ 9 ]       |
| Festival de cine de Venecia                 | Copa Volpi a la mejor actriz      | Gong Li                            | Ganadora  | [ 9 ]       |
| National Board of Review                    | Top - 10 Películas Extranjeras    | Qiu Ju, una mujer china            | Ganadora  | [ 9 ]       |
| Independent Spirit Awards                   | Mejor Película Extranjera         | Qiu Ju, una mujer china            | Nominada  | [ 9 ]       |
| French Syndicate of Cinema Critics          | Mejor Película Extranjera         | Qiu Ju, una mujer china            | Ganadora  | [ 9 ]       |
| National Society of Film Critics            | Mejor Película Extranjera         | Qiu Ju, una mujer china            | Ganadora  | [ 9 ]       |
| New York Film Critics Circle                | Mejor Película Extranjera         | Qiu Ju, una mujer china            | Nominada  | [ 9 ]       |
| Festival Internacional de Cine de Vancouver | Película Popular                  | Zhang Yimou                        | Ganadora  | [ 9 ]       |
| Premios Golden Rooster                      | Mejor Película                    | Zhang Yimou                        | Ganador   | [ 9 ]       |
| Premios Golden Rooster                      | Mejor Director                    | Zhang Yimou                        | Nominado  | [ 9 ]       |
| Premios Golden Rooster                      | Mejor Actriz                      | Gong Li                            | Ganadora  | [ 9 ]       |
| Premios Golden Rooster                      | Mejor Sonido                      | Lanhua Li                          | Nominado  | [ 9 ]       |
| Premios Golden Rooster                      | Mejor Diseño de vestuario         | Huamiao Tong                       | Nominado  | [ 9 ]       |
| Premios Golden Rooster                      | Mejor Fotografía                  | Xiaoquin Yu Hongyi Lu Xiaoning Chi | Nominados | [ 9 ]       |
| Festival de Cine de Changchun               | Ciervo Dorado a la Mejor Película | Zhang Yimou                        | Ganador   | [ 9 ]       |
| Hundred Flowers Awards                      | Mejor Película                    | Zhang Yimou                        | Ganador   |             |
| Hundred Flowers Awards                      | Mejor Actriz                      | Gong Li                            | Nominada  |             |
| Huabiao Awards                              | Premio del Jurado                 | Zhang Yimou                        | Ganador   |             |